# بيتر هيرميس
بيتر هيرميس (بالألمانية: Peter Hermes)‏ هو دبلوماسي ألماني، ولد في 8 أغسطس 1922 في برلين في ألمانيا، وتوفي في 14 أكتوبر 2015 في بون في ألمانيا.

## وصلات خارجية
- بيتر هيرميس على موقع مونزينجر (الألمانية)